# Liberàlia

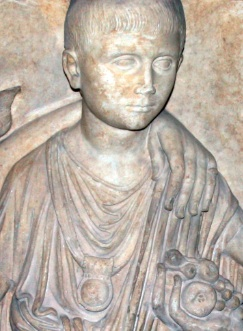
Noi romà amb la bulla penjant del coll

Liberàlia (en llatí:Liberalia) va ser un festival de l'antiga religió romana, en què s'invocava la protecció dels déus Líber Pater i Líbera, cada 17 de març. Els nois que aquell any havien complert els setze anys, el dia de la Liberàlia es treien la bulla que havia portat penjada des de sempre i canviava la roba de nen anomenada toga praetexta o libera per la vestimenta d'adult, la toga virilis.

## Ritual
La part privada de la festa començava a casa del noi: el jove dipositava sobre l'altar dels lars la mateixa bulla, un penjoll en forma de boleta que s'obria com una petita capsa, considerada un amulet. Aquesta butlla estava feta d'or si el nen era membre d'una família rica o de cuir pels qui no es podien permetre comprar or; a l'interior portava alguna petita cosa identificadora i els pares la penjaven al coll dels seus fills des de molt petits dient-los que allò els protegiria. Sobre l'altar també es posaven els pèls de la primera afaitada del noi. Tot seguit es despullava de la toga pretexta, que era una toga adornada amb una vora de fil porpra i es vestia amb la toga viril; si el jove era fill de senador, li posaven la toga senatorial amb una ratlla de color porpra més llarga (laticlavia), si era de rang eqüestre li posaven una toga amb una estreta franja (angusticlavia), en cas contrari la toga era d'un sol color i sense cap distintiu. Aquell matí la família esmorzava a la part exterior de la casa, de cara al carrer.
Sacerdots i sacerdotesses, adornats amb garlandes d'heura passaven en processó pels carrers i els familiars dels nois protagonistes donaven a aquests sacerdots vi, mel, i dolços, els quals els duien fins a un altar on preparaven un petit foc i feien les ofrenes a Líber (equivalent al déu grec Dionís). A la darreria de l'època republicana la tradició va canviar una mica: Líber presidia una processó per als nois i Líbera una per les noies. Al davant de les processons es posava una figura en forma de fal·lus, clavat sobre un pal perquè fos ben visible. En acabar la cerimònia una dona amb fama de virtuosa cobria la figura amb un cabasset.

## LaLiberàliaals calendaris
Aquesta festivitat coincidia amb les celebracions que es duien a terme durant el mes de març en honor del déu Mart, per això en molts calendaris antics venia assenyalada amb el nom d'Agonia Martiale («jocs en honor de Mart»), de vegades anomenats ludi Liberates. Per aquest motiu, de vegades s'han confós les dues festivitats, però els historiadors moderns tendeixen a pensar que la Liberàlia i l'Agonàlia eren festes diferents amb dates coincidents.
Van adquirir més importància després de la prohibició de la Bacanàlia, l'any 268 aC. Agustí d'Hipona esmenta que eren unes festes molt llicencioses però donat els restrictius conceptes morals establerts una vegada es va imposar el cristianisme, no es pot determinar si realment era així.